# Kelvin Harrison Jr.
Pour les articles homonymes, voir Harrison.
Kelvin Harrison Jr. (né le 23 juillet 1994) est un acteur américain. Il a commencé sa carrière avec de petits rôles dans Ender's Game et 12 Years a Slave . Il gagne une certaine reconnaissance avec le film d'horreur indépendant It Comes at Night en 2017. En 2019, il a acquis une plus grande reconnaissance pour son travail dans Luce et Waves. Harrison Jr. a été nommé pour le meilleur rôle masculin aux Independent Spirit Awards pour le premier et pour le Rising Star Award aux British Academy Film Awards pour le second.

## Biographie
Il naît à la Nouvelle-Orléans, en Louisiane, des musiciens Shirlita et Kelvin Harrison. Il grandit dans le Garden District et déménage ensuite à Westbank.
Il fréquente un lycée privée, il a poursuivi ses études d'abord à l'Université Loyola de La Nouvelle-Orléans pour devenir ingénieur du son car son père pensait qu'il excellerait dans la musique. Il a ensuite été transféré à l'Université de La Nouvelle-Orléans où il étudie le cinéma, dans le but d'écrire et de réaliser ses propres films.
Il est également un musicien chevronné, jouant principalement du jazz et du gospel au piano, à la trompette et au chant. Il a notamment développé ses talents musicaux en étudiant et en enregistrant avec la célèbre famille Marsalis.

## Carrière
Il commence sa carrière en 2013 avec un petit rôle dans 12 Years a Slave. Il apparaît par la suite dans un épisode de la série de WGN America Underground et dans le remake de la série Racines en 2016, deux productions tournées dans son état d'origine, la Louisiane. La même année, l'acteur joue un petit rôle dans The Birth of a Nation de Nate Parker.
En 2019, il tourne deux fois aux côtés de Naomi Watts dans les films Luce et The Wolf Hour. L'année suivante, il retrouve le réalisateur Trey Edward Shults pour le film Waves.

## Filmographie

### Cinéma

#### Longs métrages
- 2013 : Twelve Years a Slave de Steve McQueen : Un homme
- 2015 : A Sort of Homecoming de Maria Burton : Eliot
- 2015 : Dancer and the Dame de Gabriel Sabloff : Kenny Basset
- 2016 : The Birth of a Nation de Nate Parker : Simon
- 2017 : Mudbound de Dee Rees : Weeks
- 2017 : It Comes at Night de Trey Edward Shults : Travis
- 2018 : Assassination Nation de Sam Levinson : Mason
- 2018 : J.T. LeRoy de Justin Kelly : Sean
- 2018 : Monsters and Men de Reinaldo Marcus Green : Zyrick "Zee"
- 2018 : Monster d'Anthony Mandler : Steve Harmon
- 2018 : Jinn de Nijla Mumin : Tahir
- 2019 : Luce de Julius Onah : Luce Edgar
- 2019 : The Wolf Hour d'Alistair Banks Griffin : Freddie
- 2019 : Gully de Nabil Elderkin : Jesse
- 2019 : Bolden de Dan Pritzker : Frankie Duson
- 2020 : Waves de Trey Edward Shults : Tyler Williams
- 2020 : La Voix du succès (The High Note) de Nisha Ganatra : David Cliff
- 2020 : Les Sept de Chicago (The Trial of the Chicago 7) d'Aaron Sorkin : Fred Hampton
- 2020 : The Photograph de Stella Meghie : Andy Morrison
- 2021 : Cyrano de Joe Wright : Christian
- 2022 : Elvis de Baz Luhrmann : B.B. King
- 2022 : Chevalier de Stephen Williams : Chevalier de Saint-Georges
- 2024 : Mufasa : Le Roi lion (Mufasa: The Lion King) de Barry Jenkins : Scar (voix)
- 2025 : Golden de Michel Gondry : Pharrell Williams[5] (sortie annulée)
- 2025 : O'Dessa de Geremy Jasper : Euri Dervish

#### Courts métrages
- 2014 : Deluge de Nijla Mumin : Kareem
- 2014 : The Flight of the Bumblebee d'Alison J. Forest : James

### Télévision

#### Séries télévisées
- 2015 : Into the Badlands : Jolyon
- 2016 : Chicago Police Department (Chicago P.D) : Michael Ellis
- 2016 : Underground : Un adolescent fugueur
- 2016 : Racines : Winslow
- 2016 : Shots Fired : Joey Campbell
- 2016 - 2017 : StartUp : Touie Dacey
- 2017 : NCIS : Nouvelle-Orléans : Cadet Lieutenant Commandant Max Cabral
- 2019 : Godfather of Harlem : Teddy Greene

#### Téléfilms
- 2015 : In the Bag de Scott Allen Perry : Hal John Gardner
- 2017 : Shepherd d'Andrew Bryan : Will

## Nominations
- 2019 : British Academy Film Awards : Rising Star Award pour Waves
- 2019 : Independent Spirit Awards : Meilleur acteur masculin pour Luce